# São João (Principe)
Ne doit pas être confondu avec São João (Lembá) ou São João dos Angolares.
Pour les articles homonymes, voir São João.
São João est une localité de Sao Tomé-et-Principe située à l'est de l'île de Principe, à proximité de Santo António. C'est une ancienne roça.

## Population
Lors du recensement de 2012, 50 habitants y ont été dénombrés.

## Roça
C'était une petite dépendance de la roça Sundy. Il n'en subsiste que les sanzalas (logements des ouvriers), construites dans les années 1960.